# Malik Raja Ahmad
Malik Raja Ahmad fou el fundador de la dinastia farúquida, probable fill del wazir bahmànida Khodja Jahan que va servir amb el primer sultà bahmànida Ala al-Din Bahman Shah i amb el seu successor Muhammad I.
Va ocupar el càrrec de wazir i va participar en un complot contra el sobirà (vers 1365) organitzat pel nebot del sultà, Bahram Khan Mazandarani. La conspiració va fracassar i Raja Ahmad va fugir a Daulatabad i a la cort del sultà tughlúquida de Delhi Firuz Shah Tughluk, segurament com ambaixador de Bahram Shah, quan Firuz era en campanya a Thatta o Thattha. Per alguns serveis el sultà li va donar la vila de Karwand (Karanda) propera a la de Thalner on es va establir el 1370. Progressivament va engrandir el seu domini; va obligar el seu veí el raja de Baghlana a pagar el tribut degut a Delhi i de fet va quedar sota el seu vassallatge.
En agraïment el sultà el va nomenar sipasalar (governador) de la regió amb centre a Thalner. Va sotmetre al raja gond de Mandla al que va obligar a pagar tribut. El 1382 havia adquirit prou riquesa per esdevenir independent.
Va atacar Gujarat i va annexionar Sultanpur i Nandurbar però Muazaffar Khan de Gujarat va contraatacar i el va assetjar a Thalner fins que va retornar els territoris ocupats.
Va morir el 19 o el 28 d'abril de 1399. El va succeir el seu fill Nasir Khan